# MercedesCup 2015
MercedesCup 2015 byl tenisový turnaj pořádaný jako součást mužského okruhu ATP World Tour, který se nově hrál na otevřených travnatých dvorcích tenisového oddílu Weissenhof v německém městě Stuttgart. Konal se mezi 8. až 14. červnem 2015 jako 38. ročník turnaje.
Turnaj s rozpočtem 642 070 eur patřil do kategorie ATP World Tour 250. Nejvýše nasazeným hráčem ve dvouhře byla světová desítka Rafael Nadal ze Španělska, který dokázal na turnaji triumfovat v letech 2005 a 2007. Nadal dokázal turnaj ovládnout, když ve finálovém střetnutí zdolal ve dvou setech srbského tenistu Viktora Troického. V Soutěži čtyřhry triumfoval indicko-rumunský pár Rohan Bopanna a Florin Mergea.

## Dvouhra mužů

### Nasazení
| Stát                           | Hráč                  | ATP | Nasazení |
| ------------------------------ | --------------------- | --- | -------- |
| Španělsko                      | Rafael Nadal          | 7.  | 1.       |
| Chorvatsko                     | Marin Čilić           | 10. | 2.       |
| Španělsko                      | Feliciano López       | 12. | 3.       |
| Francie                        | Gaël Monfils          | 14. | 4.       |
| Austrálie                      | Bernard Tomic         | 26. | 5.       |
| Německo                        | Philipp Kohlschreiber | 28. | 6.       |
| Rakousko                       | Dominic Thiem         | 31. | 7.       |
| Srbsko                         | Viktor Troicki        | 33. | 8.       |
| Žebříček ATP k 25. květnu 2015 |                       |     |          |

### Jiné formy účasti
Následující hráči obdrželi divokou kartu do hlavní soutěže:
- Tommy Haas
- Maximilian Marterer
- Alexander Zverev

Následující hráči postoupili z kvalifikace:
- Dustin Brown
- Peter Gojowczyk
- Mate Pavić
- Mischa Zverev

Následující hráč postoupil jako šťastný poražený:
- Matthias Bachinger

### Odhlášení
před zahájením turnaje
- Julien Benneteau → nahradil jej Jan-Lennard Struff
- Radek Štěpánek → nahradil jej Matthias Bachinger
- Jiří Veselý → nahradil jej Samuel Groth

### Zranění
- Serhij Stachovskyj (zranění zad)

## Mužská čtyřhra

### Nasazení
| Stát                                                                                    | Hráč                 | Stát     | Hráč                | ATP | Nasazení |
| --------------------------------------------------------------------------------------- | -------------------- | -------- | ------------------- | --- | -------- |
| USA                                                                                     | Bob Bryan            | USA      | Mike Bryan          | 2.  | 1.       |
| Polsko                                                                                  | Marcin Matkowski     | Srbsko   | Nenad Zimonjić      | 33. | 2.       |
| Rakousko                                                                                | Alexander Peya       | Brazílie | Bruno Soares        | 33. | 3.       |
| Indie                                                                                   | Rohan Bopanna        | Rumunsko | Florin Mergea       | 34. | 4.       |
| Kolumbie                                                                                | Juan Sebastián Cabal | Kolumbie | Robert Farah Maksúd | 61. | 5.       |
| Žebříček ATP k 25. květnu 2015; číslo je součtem žebříčkového postavení obou členů páru |                      |          |                     |     |          |

### Jiné formy účasti
Následující páry obdržely divokou kartu do hlavní soutěže:
- Andreas Beck /  Michael Berrer
- Philipp Petzschner /  Jan-Lennard Struff

Následující páry nastoupily do čtyřhry z pozice náhradníků:
- Borna Ćorić /  Ante Pavić
- Rameez Junaid /  Adil Shamasdin
- Lukáš Rosol /  Dominic Thiem

### Odhlášení
před zahájením turnaje
- Mike Bryan (bolest břicha)
- Serhij Stachovskyj (zranění zad)
- Radek Štěpánek (zranění zad)

v průběhu turnaje
- Robert Farah Maksúd (poranění zápěstí)
- Rafael Nadal (únava)

## Přehled finále

### Mužská dvouhra
- Rafael Nadal vs.  Viktor Troicki, 7–6(7–3), 6–3

### Mužská čtyřhra
- Rohan Bopanna /  Florin Mergea vs.  Alexander Peya /  Bruno Soares, 5–7, 6–2, [10–7]